# Leptocometes acutispinis
Leptocometes acutispinis là một loài bọ cánh cứng trong họ Cerambycidae.